# Rubla, Buzău
Rubla este un sat în comuna Valea Râmnicului din județul Buzău, Muntenia, România. Se află la sud de orașul Râmnicu Sărat.
În satul Rubla aveau domiciliu forțat, în timpul regimului comunist, unii fruntași ai partidelor Național Țărănesc și Liberal între care: Corneliu Coposu, Virgil Solomon, fost ministru al lucrărilor publice, Nicolae Carandino, avocat și jurnalist, fruntaș al PNȚ, Ion C. Brătianu, unul dintre cei trei fii ai lui Dinu Brătianu etc.